# Betânia
Betânia là một đô thị thuộc bang Pernambuco, Brasil. Đô thị này có diện tích 1232,6 km², dân số năm 2007 là 11985 người, mật độ 9,72 người/km².